# 邪宗門 (芥川龍之介)
『邪宗門』（じゃしゅうもん）は、芥川龍之介の未完の小説である。大正7年（1918年）10月から『東京日日新聞』に連載された。『大鏡』や『栄花物語』などを基に、芥川独自のストーリーで書かれている。
芥川の小説『地獄変』に登場した堀川の大殿の子、若殿が主人公である。『地獄変』と同一人物と思われる語り部により物語が進むが、本作では語り部自身も本編に登場する。時代は平安時代、本編に出てくる「摩利の教」は山田孝三郎の景教という説が有力。物語は中盤、いよいよ主人公が邪宗の沙門と対決するところで未完となっている。未完の理由については芥川の体調不良とされているが、展開に行き詰まった点を理由とする向きもある。
2007年に倉敷市の薄田泣菫文庫に「邪宗門」の別稿が発見された。それによると、大殿と若殿の性格には「勇往果敢」の点で「若殿様位、大殿様に生写しの方はいらっしやいますまい」とされており、本作が未完に終わった原因はここに内在していたとの指摘がある。

## あらすじ
堀川の大殿様の子である若殿様は、父親とは容姿、性格、好みすべて正反対で、優しく物静かな人物であった。その生涯は平穏無事なものであったが、たった一度だけ、不思議な出来事があった。
大殿様の御薨去から5、6年後、洛中に摩利信乃法師という名の沙門が現れ、障害や怪我に悩む人々を怪しげな力で治してまわり、信奉者を増やしていた。ある時、建立された阿弥陀堂の供養の折、沙門が乱入し、各地より集まった僧に対し法力対決をけしかけた。大和尚と称されていた横川の僧都でも歯が立たず、沙門がますます威勢を振りまく中、堀川の若殿様が庭へと降り立った。（未完）